# Mus pahari
Mus pahari és una espècie de mamífer rosegador miomorf de la família dels múrids que viu a Bhutan, Cambodja, la Xina, Laos, Myanmar, Tailàndia i el Vietnam. El seu nom específic, pahari, es refereix als pahari, un grup ètnic que viu a la regió de l'Himàlaia.